# ブッティリエーラ・ダスティ
ブッティリエーラ・ダスティ（伊: Buttigliera d'Asti）は、イタリア共和国ピエモンテ州アスティ県にある基礎自治体（コムーネ）。

## 地理

### 位置・広がり
| 隣接するコムーネは以下の通り。括弧内のTOはトリノ県所属を示す。 - カプリーリオ - カステルヌオーヴォ・ドン・ボスコ - モンタフィーア - モリオンド・トリネーゼ (TO) - リーヴァ・プレッソ・キエーリ (TO) - ヴィッラノーヴァ・ダスティ |

#### 地震分類
イタリアの地震リスク階級 (it) では、4 に分類される
。